# ننه‌سرما
ننه‌سرما چهره‌ی افسانه‌ای در فرهنگ مردم ایرانیان است. مانند بابا نوروز و حاجی فیروز، پدیدآوریِ این چهره به زمانِ زرتشت بازمی‌گردد که نمادی در زمستان است.

## افسانه‌ها
داستانِ بابا نوروز و ننه سرما، از افسانه‌های نمادینِ گذارِ سالِ کهنه به سالِ نو است. پیرمردی که بابا نوروز یا عمو نوروز خوانده می‌شود، به دیدارِ پیرزنی می‌رود به نامِ ننه سرما، که به گونه‌ای بانوی بابا نوروز شمرده می‌شود. بر پایهٔ افسانه‌های گفتاری، ننه سرما، در درازای سال، تنها در این شب است که می‌تواند بابا نوروز را ببیند. پس از این شب، ننه سرما، بابا نوروز را وامی‌نهد و به راه خود می‌رود تا در سال آینده این دو باز در همین شب یکدیگر را دیدار کنند. و ماه‌های سال فرزندان این دوتا هستند که با شروع دوره حکمرانی هرکدام آب و هوا تغییر می‌کند.
بازگفتِ دیگری از این داستان می‌گوید که ننه سرما، در نخستین روزِ بهارِ هر سال، چشم‌به‌راهِ عمو نوروز می‌شود تا او را ببیند؛ اما پیش از آمدنِ او، از خستگی خوابش می‌برد و پس از بیدار شدن، درمی‌یابد که عمو نوروز آمده و رفته است.

## در رسانه
محله گل و بلبل: پروین ملکی
هشتگ خاله سوسکه: نیوشا مدبر
نوروز: شبنم مقدمی
دیو و ماه پیشونی ۲: لادن ژاوه وند